# جبال وويي

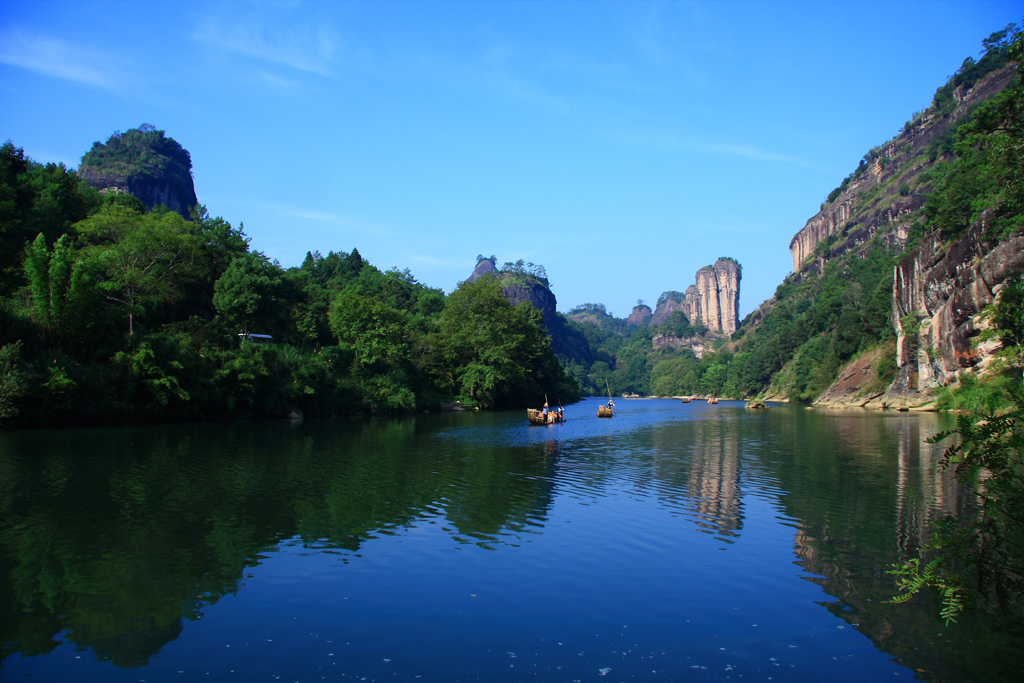
جبال وويي

جبال وويي أو ووييشان (بالصينية: 武夷山؛ بينيين: Wǔyí Shān؛ عُرفت سابقًا باسم تلال بوهيا في الوثائق الغربية المبكرة) هي سلسلة جبال تقع في محافظة نانبينغ، شمال مقاطعة فوجيان بالقرب من الحدود مع مقاطعة جيانغشي، الصين. وأعلى قمة في المنطقة هي جبل هوانغانغ بارتفاع 2158 مترًا (7080 قدمًا) على حدود فوجيان وجيانغشي، مما يجعلها أعلى نقطة في كلتا المقاطعتين؛ أدنى ارتفاعات حوالي 200 متر (660 قدمًا). ويجري إنتاج العديد من أنواع الشاي الأسود والشاي الأخضر في جبال وويي، بما في ذلك دا هونغ باو ("الرداء الأحمر الكبير") ولابسانغ سوتشنغ، ويتم بيعها على أنها شاي وويي. تشتهر سلسلة الجبال عالميًا بمكانتها كملاذ للعديد من الأنواع النباتية النادرة والمتوطنة، ووديان الأنهار، ووفرة المعابد والمواقع الأثرية المهمة في المنطقة، وهي موقع تراث عالمي لليونسكو.